# Gulfstream X-54
Die Gulfstream X-54 ist ein in der Konzeptionsphase befindliches Forschungs- und Demonstrationsflugzeug, das in den USA von Gulfstream Aerospace für die NASA entwickelt wird.

## Konstruktion
Das Projekt X-54 wurde im Jahre 2008 initiiert. Das Ziel ist es, ein überschallschnelles Versuchsflugzeug zu entwickeln, das die Intensität des Überschallknalls stark verringern und dadurch die Lärmbelästigung gegenüber herkömmlichen Überschallflugzeugen senken soll. Die X-54A soll für eine Studie bezüglich des künftigen kommerziellen Einsatzes von Überschallflugzeugen und der damit einhergehenden notwendigen Abänderung der Einschränkungen für Überschallflüge eingesetzt werden.
Das X-54-Projekt schließt an das Forschungsprojekt Quiet Supersonic Aircraft der DARPA an und soll Technologien und Methoden für die Verminderung des Überschallknalls, darunter NASA Quietspike, den Shaped Sonic Boom Demonstrator und das FaINT- und WSPR-Projekt, demonstrieren. Das Konzept wird von der NASA erarbeitet und das Flugzeug soll im Überschallflug mit Mach 1,4 am Boden einen Schallpegel von nur 74 db erzeugen.

## Entwicklung
Das Flugzeug wird bei Gulfstream Aerospace entwickelt und soll von zwei Rolls-Royce Tay-Turbofans mit je 15,400 lbf (69 kN) Schub angetrieben werden. Die X-54 steht in Verbindung mit Gulfstreams Sonic Whipster-Programm, welches 2005 als „Reduzierung des Lärms bei Überschallflügen“ markenrechtlich geschützt wurde. Neben Gulfstream haben auch Lockheed Martin und Boeing Konzepte für ein kommerzielles Überschallflugzeug entwickelt; alle drei waren Kandidaten in einem Wettbewerb um das X-54-Projekt, jedoch fehlten der NASA ab 2012 die Geldmittel, um das Projekt fortzusetzen.
Obwohl Gulfstream nur wenig über das X-54-Projekt bekanntgab, wurde auf der National Business Aircraft Association im Jahre 2008 öffentlich, dass Gulfstreams Arbeiten an fortgeschrittener Technologie für den Überschallflug schon seit einiger Zeit laufen und dass ein komplettes Flugzeug entwickelt wurde, auf dem „möglicherweise X-54 stehen wird“.
Ende 2012 gab es Indizien dafür, dass Gulfstream bald einen Entwurf für ein leises Überschall-Businessflugzeug vorstellen wird; erste Zeichnungen davon tauchten im Dezember 2012 auf.